# Leonardo Cremonini
Leonardo Cremonini (Bologna, 26 novembre 1925 – Parigi, 12 aprile 2010) è stato un pittore e disegnatore italiano.

## Biografia
Leonardo Cremonini è nato a Bologna il 26 novembre 1925. Suo padre Luigi, ferroviere, inizia a dipingere in gioventù tramandando la passione al figlio.
Nel 1936, quando il padre viene trasferito a Paola in Calabria, ha l'occasione determinante di conoscere l'Italia del Sud, ancora profondamente artigianale, e la luce mediterranea a cui resterà legato per sempre. Grazie a una borsa di studio del Collegio Venturoli vinta nel 1941, frequenta per quattro anni l'Accademia di belle arti di Bologna dove i suoi maestri sono Alfredo Protti, Guglielmo Pizzirani, Farpi Vignoli, Luciano Minguzzi. Con Guglielmo Pizzirani si lega di profonda amicizia, condivisa con l'amico pittore Dino Boschi.
Nel 1945, alla fine della guerra, sempre con la stessa borsa di studio, Cremonini decide di andare a Milano per frequentare l'Accademia di Brera e conoscere l'ambiente culturale della città. Durante quegli anni effettua lunghi soggiorni di lavoro all'isola Comacina sul lago di Como. I suoi amici di Brera sono Anselmo Francesconi, Karl Plattner e Dario Fo. I suoi maestri: Italo Valenti, Aldo Carpi e Aldo Salvadori. Già da allora si precisano relazioni amichevoli con Mario Sironi, Giò Ponti, Marco Valsecchi, Lamberto Vitali e Violetta Besesti.
Nel 1950 vive e lavora a Venezia dove conosce e frequenta Virgilio Guidi, Peggy Guggenheim, che gli assegnerà un piccolo studio, e Giuseppe Marchiori. La pittura qui attraversa una nuova fase stilistica di completo distacco dalle soluzioni accademiche. La prima rottura con una figurazione tradizionale avviene nel 1948 con le vedute del Lago e i paesaggi di Malles, paese dell'amico Plattner dove Cremonini scopre per caso un osso di montone. «La scoperta dell'osso di montone raccolto nei ghiacciai delle alpi a nord di Bolzano. Mi sono disegnato», afferma lo stesso artista, «quest'osso perfettamente bianco, pulito dai rapaci, e ho capito che la forma era il ricettacolo più generoso per riflettere l'irrazionale, l'incosciente, dunque l'immaginario. Come se la forma d'osso nella sua perennità strutturale fosse il senso della vita. Da quel momento ho iniziato a disegnare d'immaginazione»
Nel 1951 si reca a Parigi con una borsa di studio del governo francese grazie al sostegno di importanti uomini di cultura italiani, fra cui Elio Vittorini e Mario Sironi. Quest'ultimo, in una lettera raccomandatoria indirizzata alla giuria del premio scrive: « Gli sforzi del passato non sono stati dispersi. Questo giovane spinge la sua aspirazione su un piano elevato, complesso, avvisato, che se talvolta rende ardui i problemi, non potrà mancare di dare nell'avvenire, come già dà, frutti preziosi. »
Vi stabilirà la residenza principale, alternando lunghi soggiorni di lavoro a Forio d'Ischia, fino alla fine del 1955.
Nel 1956 ha un lungo soggiorno di lavoro a Douarnenez (Bretagna) dove conosce l'amico George Perros.
Nel 1958-59 soggiorna per due anni interi a Panarea, nelle isole Eolie, dove farà comprar casa anche all'amico Roberto Matta.
Nel 1963, dall'unione con Giovanna Madonia, linguista, nasce suo figlio Pietro, oggi architetto a Parigi.
Dal 1974 divide la sua vita con la moglie Roberta Crocioni anch'essa pittrice.
Dal 1952 al 1960 espone quasi esclusivamente a New York senza mai risiedervi. In quegli anni gli artisti e scrittori che diventano amici suoi sono: Gino Severini, Luigi Corbellini, Jacques Brosse, Pierre Emmanuel, Léonor Fini, Kot Jelenski, William Rubin, Gordon Washburn, Duilio Morosini, Claudio Savonuzzi, Balthus, Roberto Matta, Paul Delvaux, Giancarlo Menotti, Ivos Margoni, Stanislao Lepri, Alberto Moravia, Dacia Maraini, Jean Dewasne, Michel Butor, Enrico Colombotto Rosso, Pavel Tchelitcheff, Carlyle Brown, Eugene Berman, Fabrizio Clerici, Stephen Spender, Henry Cartier-Bresson, Margherita Russo, Enrico d'Assia, Giannetto Fieschi, Gabriele Mattera, Edoardo Malagoli. Di lui una volta Francis Bacon ebbe a dire: "Se prendessi un mio quadro di cane e lo mettessi accanto ad uno dei suoi cani dipinti non penso ne uscirei benissimo.”
A partire dal 1960, la sua attività si manifesta sempre più in Europa. Continua a vivere a Parigi e alterna soggiorni di lavoro a Bertinoro, Procida, Bagheria, Sanlucar de Barrameda in Andalusia, Trouville in Normandia e, ancor oggi, a Panarea o sui colli fiorentini.
Espone soprattutto a Parigi. Le mostre retrospettive più importanti hanno avuto luogo nei musei di Basilea, Bruxelles, Metz, Parigi, Praga, Siena, Strasburgo, Spoleto, Tokyo, Bologna, Aosta, Montecarlo, Grenoble, Toulon, Milano.
Nel 1964 ha una sala persona alla Biennale di Venezia.
Nel 1965 riceve il premio della Biennale di San Marino, sempre nel 1965 partecipa alla IX Quadriennale Nazionale d'Arte di Roma.
Nel 1979 riceve il premio del Presidente della Repubblica Italiana all'Accademia nazionale di San Luca.
In questo ventennio si precisano le complicità e le amicizie di una vita. Italo Calvino, Marc Le Bot, Giuliano Briganti, Max Clarac Serou, Gaetan Picon, Cecilia Ayala, Fortunato Bellonzi, Giorgio Soavi, Germain Viatte, Main Bosquet, Luigi Carluccio, Michel Troche, Ipousteguy, Gilbert Lascault, Pierre Skira, Francois Werlin, Enrico Crispolti, Carlo Ludovico Ragghianti, Zaowouki, Pier Carlo Santini, Enrico Vallecchi, Maria Luigia Guaita, Gianni Guaita, Ignazio Buttitta, Lorenzo Tornabuoni, Titina Maselli, Pierre Gaudibert, Louis Althusser, Franco Solmi, Renato Zangheri, Henry Le Chenier, Velickovic, Petlin, Rosofsky, Golub, Gilles Aillaud, Fabio Rieti, Pietro Cascella, Monroy, Cueco, Alain Jouffroy, France Huser, Dino Buzzati, Pier Luigi Pizzi, Alberto Sughi, Renzo Vespignani, Mario de Micheli, Bernd Krimmel, Jean-François Lyotard, Emile Langui, Jean Clair, Peter Kral, Vittorio Sgarbi, Luchino Visconti, Bernardo Bertolucci, Elio Petri, Valerio Zurlini, Roberto Dionigi, Elvira Cassa Salvi, Vieira da Silva, Ginevra Bompiani, Regis Debray, George Balandier, Renzo Federici, Pierre Carron, Marina Lambraki Plaka, Roberto Barzantini, Jean Philippe Domecq, Flaminio Gualdoni. Gli amici che l'hanno sostenuto come operatori culturali sono stati cronologicamente Catherine Viviano, Erica Brausen, Gasparo del Corso, Mario Tazzoli, Gino Ghiringhelli, Max Clarac Serou, Jan Krugier, Sandro Manzo, Aldo Roncaglia, Ennio Casciaro, Tiziano Forni, Pierre Belfond, Claude Bernard Haim, Gheerbrandt, Franco Trippa, Rosabianca Skira, Giulio Urbinati, Marie Claire Ades, Francois Kunzi, Alberto Montrasio, Alberto Buffetti, Flavio Arensi.
Nel 1985 è incaricato di dipingere il drappellone del Palio di Siena del 16 agosto, vinto dalla Contrada Capitana dell'Onda.
Dal 1983 al 1992 è Chef d'Atelier de Peinture presso l'École nationale supérieure des beaux-arts di Parigi. È commendatore delle Arti e delle Lettere in Francia e membro dell'Académie royale des sciences, des lettres et des beaux-arts de Belgique, dell'Accademia Nazionale di San Luca a Roma, dell'Académie des Beaux Arts a l'Institut de France, dell'Accademia delle arti del disegno a Firenze.
Nel 2005 e 2006 è Presidente dell'Accademia di san Luca.
Nel 2008 presenta a SALe a Legnano la produzione inedita degli anni accademici, in una grande mostra curata da Flavio Arensi e Alberto Buffetti.
Nel 2009 l'Associazione Alberto Buffetti produce il volume "Cremonini. Disegni e acquerelli 1946-2006" (a cura di Flavio Arensi, Allemandi & C. editore) che per la prima volta raccoglie l'ampia produzione su carta del maestro bolognese.
Nel 2010 ad Atene aprono una mostra presso L'Istituto Italiano di Cultura e una monografica pittorica al Centro Culturale Athinais e all'Istituto di cultura italiano ad Atene curate da Adriano Baccilieri.
È morto a Parigi, dove risiedeva per lunghi periodi con la moglie pittrice Roberta Crocioni, il 12 aprile 2010.

## Esposizioni personali e collettive nei musei
- moma.org,  http://www.moma.org. URL consultato il The Museum of Modern Art, New York.
- cmoa.org,  http://www.cmoa.org. URL consultato il The Carnegie Museum of Pittsburgh, Pittsburgh.
- csfineartscenter.org,  http://www.csfineartscenter.org. URL consultato il Colorado Springs Fine Arts Centre, Colorado.
- albrightknox.org,  https://www.albrightknox.org. URL consultato il Albright-Knox Art Gallery, Buffalo.
- dia.org,  http://www.dia.org. URL consultato il Detroit Institute of Arts, Detroit.
- arte.unipi.it,  http://www.arte.unipi.it. URL consultato il Istituto di Storia dell'Arte dell'Università di Pisa, Pisa.
- brooklynmuseum.org,  https://www.brooklynmuseum.org. URL consultato il Brooklyn Museum, New York.
- camstl.org,  https://www.camstl.org. URL consultato il Center of Contemporary Arts, St. Louis.
- Israel National Museum, Jerusalem, su english.imjnet.org.il. URL consultato il 22 dicembre 2011 (archiviato dall'url originale il 6 febbraio 2012).
- museonuovaera.it,  http://www.museonuovaera.it. URL consultato il Galleria d'Arte Contemporanea, Bari.
- Galleria d'Arte Moderna, San Marino, su museidistato.sm. URL consultato il 22 dicembre 2011 (archiviato dall'url originale il 28 gennaio 2016).
- mambo-bologna.org,  http://www.mambo-bologna.org. URL consultato il Galleria d'Arte Moderna, Bologna.
- gam-milano.com,  http://www.gam-milano.com. URL consultato il Galleria d'Arte Moderna, Milano.
- Musée National d'Art Moderne, Algeri.
- Musée d'Art Moderne, Centre Georges Pompidou, Paris.
- Musée d'Art Moderne de la Ville de Paris, Paris, su mam.paris.fr.
- Národní Galerie - Veletržní Palác, Praha, su ngprague.cz. URL consultato il 2 gennaio 2012 (archiviato dall'url originale il 20 gennaio 2012).
- Musée d'Art Moderne, Belfort.
- Musée d'Art Moderne, Lille, su musee-lam.fr.
- Musée Cantini, Marseille.
- Musée d'Art Moderne et Contemporain, Strasbourg, su musees.strasbourg.eu.
- Hirshhorn Museum and Sculpture Garden, Washington, su hirshhorn.si.edu.
- Rockefeller Center, New York, su rockfellercenter.com.
- Fonds National d'Art Contemporain, Paris.
- Princeton University Art Museum, Princeton.
- Musée Ziem de Martigues, Martigues.
- Fonds Régional d'Art Contemporain Provence Alpes-Côte d'Azur, Marseille.
- Museo di Grenoble, Grenoble.
- Iwaki City Art Museum, Iwaki.
- Galleria degli Uffizi, Firenze.

## Scritti e interviste
- Une grande enquête: tendances de la Jeune Peinture en cinquante réponses, in «Preuves», ottobre / octobre 1956, Paris.
- CREMONINI L., Artisanat populaire et artisanat colonisé, in «Révolution», n. 3, 1963, Paris
- TROCHE M., Dialogue avec Leonardo Cremonini, in «La nouvelle critique», dicembre / décembre 1970, Paris
- PARINAUD A., Dialogue avec Leonardo Cremonini, in «La Galerie des Arts», febbraio / février 1970, Paris
- Picasso? 13 peintres répondent, in «Le Jardin des Arts», ottobre / octobre 1971, Paris
- TROCHE M., Il grido di allarme di Cremonini. Dialogo con Leonardo Cremonini, in «Rinascita», giugno / juin 1972, Roma
- CREMONINI L., Nature bien ordonnée, in Traverses, ottobre / octobre 1976, Paris
- LE BOT M., Frammenti di un dialogo con Leonardo Cremonini, in «Arte Centro», n. 7, 1977, Milano
- Art et machine. Dialogue à propos du multiple avec Cremonini et Cueco, in «Atac Informations», aprile / avril 1978, Paris
- CREMONINI L., La commande sociale dans les arts plastiques, in «Crapac Informations», maggio / mai 1978, Dijon
- CREMONINI L., Lettera a Franco Solmi, in Metafisica del quotidiano, a cura di / édité par F. Solmi, catalogo della mostra (Galleria d'Arte Moderna, Bologna), Grafis, Bologna 1978
- CREMONINI L., La pudeur n'est pas parole. L'image autobiographique, in «Skira Annuel», 1978, Genève

LE BOT M., CREMONINI L., Les Parenthèses du regard, Fayard, Paris
- CREMONINI L., Modeler de l'histoire, in «Skira Annuel», 1979, Genève
- JULIEN-LAFERRIERE A., Dialogue avec Leonardo Cremonini, in Tours multiples. Corps, a cura di / édité par A. Irlandes, A. Julien-Laferrière, S. Guillot de Suduiraut, catalogo dell'esposizione (Musée des Beaux-Arts, Tours), Tours 1980
- DESCAMPS C., Cremonini peintre du silence, dialogue avec Leonardo Cremonini, in «Le Monde», 13 aprile / avril 1980, Paris
- CREMONINI L., Le dictateur n'a pas la passion de Don Juan, in M. OLENDER, J. SOJCHER, La séduction, Aubier-Montaigne, Paris 1980
- MAJOR R., DE GRUSON F., Toile sur parole. Dialogue avec Leonardo Cremonini, in «Confrontations», n. 4, 1980, Paris
- CREMONINI L., Entretien avec un groupe d'étudiants de l'Ecole Supérieure des Arts Plastiques de Mons (Belgique), in «Le Narraté Libérateur», n. 4, 1981, Paris
- LE BOT M., Les parenthèses du regard. Dialogo con Leonardo Cremonini, in «Rinascita», 30 giugno / juin 1981, Roma
- LE BOT M., Ceci n'est pas un lieu. Dialogo con Leonardo Cremonini, in «La Quinzaine Littéraire», 1º agosto / août 1981, Paris
- DE CALAN A., Dialogue avec Leonardo Cremonini, in «Culture et création», n. 36, 1981, Paris
- BARON J., La menace vive de la mart??. Dialogue avec Leonardo Cremonini, in «La Croix», 25 febbraio / février 1982, Paris
- DAVAL J.L., Le statut de l'artiste aujourd'hui, dialogue radiotéléphonique avec Leonardo Cremonini, in «Dialogues de France Culture», 22 novembre / novembre 1982, Paris
- CREMONINI L., L'espoir dynamique de la crise, in «La Quinzaine Littéraire», 1º agosto / août 1982, Paris
- CREMONINI L., La pudeur n'est pas parole, in «Les Cahiers du Québec», 1983, Montréal
- CREMONINI L., Intentions pédagogiques, in «Journal des Beaux-Arts», n. 2, marzo / mars 1984, Paris
- CREMONINI L., Hors scène, Ob-scène, in «Cahiers de psychologie de l'art et de la culture», n. 11, 1985, Paris.
- BRACALENTI R., MORDITI E., Le grotte di Altamira. Dialogo con Leonardo Cremonini, in «Psicoanalisi contro», febbraio / février 1985, Roma
- TRICHON-MILSANI E., Dialogue avec Leonardo Cremonini, in «Ikastika», aprile / avril 1986, Athens
- CREMONINI L., La relique, in «Cahiers de psychologie de l'art et de la culture», n. 14, 1988, Paris
- CREMONINI L., Le bonheur de l'art, Peut-on encore entretenir la croyance en l'art, Editeurs Les Evidiants, 1990
- CREMONINI L., Si (giusto così)  dans l'art et son évolution. Le bonheur de l'art, in «Cahiers de psychologie de l'art et de la culture» n. 16, 1990, Paris
- BERLIN J., Dialogue avec Leonardo Cremonini. Le culte de la beauté n'a rien à voir avec le culte du nouveau, in «Politis», maggio / mai 1993, Paris
- CREMONINI L., Mineranalogie, in L'occhio dell'artista su Leonardo, Edizioni della Bezuga, Firenze 1993
- CREMONINI L., La palpitation du vivant, in «Lieux extrêmes», n. 5, 1994, Paris.

## Cataloghi
- VALSECCHI M., Cremonini, Edizione del Milione, 1960, Milano
- VALSECCHI M., Leonardo Cremonini. 12 Opere, Edizioni del Milione, 1962, Milano
- SOLMI F., ALTHUSSER L., Leonardo Cremonini. Mostra Antologica 1953-1969, catalogo della mostra (Museo Civico, Bologna), Alfa Edizioni, 1969, Bologna
- BUTOR M., CLARAC-SEROU M., GAUDIBERT P., ALTHUSSER L., LANGUI E., Cremonini, catalogo della mostra (Palais dei Beaux-Arts, Bruxelles, Kunsthalle, Basel), Imprimerie Laconti, 1969, Bruxelles
- BRIGANTI G., Cremonini. 80 disegni, Vallecchi Editore, 1970, Firenze
- KRIMMEL B., ALTHUSSER L., BUTOR M., GAUDIBERT P., Leonardo Cremonini. Meister der Italienischen Moderne 9, catalogo della mostra (Kunsthalle, Darmstadt), Kunstverein Darmstadt, 1971, Darmstadt
- GAUDIBERT P., Cremonini, in figurations (1960-1973), coll 10-18, Union Générale d'éditions, 1973, Paris
- LE BOT M., LAUDE J., CLARAC-SEROU M., Cremonini, Dessins 1970-1973, catalogo della mostra (Galerie du Dragon, Paris) Editions du Dragon, 1973, Paris
- FAURE J.L., ALTHUSSER L., CLARAC-SEROU M. , BUTOR M., Cremonini, catalogo della mostra (Musée d'Art Moderne et Contemporain, Strasbourg), Musées de la Ville de Strasbourg, 1973, Strasbourg.
- MORAVIA A., JOUFFROY A. , Cremonini, catalogo della mostra (Galerie Jan Krugier, Genève), Galerie Jan Krugier, 1975, Genève.
- LE BOT M., CREMONINI L., Cremonini, peintures 1975-1978, catalogo della mostra (Galerie Claude Bernard, Paris), Claude Bernard, 1979, Paris.
- LE BOT M., CREMONINI L., Les Parenthèses du regard, Fayard, 1979, Paris.
- Leonardo Cremonini, testi di / textes de J. Brosse, P. Emmanuel, A. Michelson, M. Clarac-Sérou, L. Althusser, M. Butor, P. Leonard, E. Langui, M. Le Bot, M. Troche, A. Moravia, P. Gaudibert, G. Lascault, M. Jouffroy, G. Bréerette, Pierre Belfond, Paris, 1979
- Leonardo Cremonini, testi di / textes de M. Valsecchi, P. Emmanuel, L. Althusser, *G. Briganti, M. Butor, E. Siciliano, F. Solmi, L. Carluccio, A. Moravia, U. Eco, M. De Micheli, A. Del Guercio, M. Le Bot, Grafis, Bologna, 1979
- BRÉERETTE G. , EMMANUEL P, OKADA T., Catalogo della mostra (Seibu Museum of Art, Tokyo), 1980
- ECO U., Les épiphanies de Cremonini, in Cremonini. Peintures 1978-1982, catalogo della mostra (Galerie Claude Bernard, Paris), Claude Bernard, 1983, Paris.
- ECO U. , GAUDIBERT P., Cremonini. Douze ans de peinture. 1970-1982, catalogo della mostra (Musée de Grenoble, Grenoble; Tours Narbonnaises, Carcassonne), Grafis, 1983, Bologna.
- CALVINO I., ECO U., MANTURA B., Cremonini. Opere dal 1960 al 1984, catalogo della mostra (Palazzo Racani-Arroni, Spoleto), Grafis, 1984, Bologna.
- SGARBI V. , Sous le rêve du soleil, Bisonte-Monte dei Paschi, 1986, Siena.
- CALVINO I., CRISPOLTI E., Cremonini. Opere dal 1953 al 1985, catalogo della mostra (Spedale di Santa Maria della Scala, Siena), Grafis, 1986, Bologna.
- Leonardo Cremonini, testi di / textes de W. Rubin, P. Emmanuel, L. Althusser, M. Clarac-Sérou, M. Butor, A. Moravia, P. Gaudibert, G. Lascault, U. Eco, G. Bréerette, I. Calvino, M. Jouffroy, M. Le Bot, J. Brosse, Skira, Genève., 1987
- MALAGOLI E., Cremonini o Forio, in Leonardo Cremonini. Fogli Ischitani, disegni tra il 1951 e il 1957, catalogo della mostra (Galleria delle Stampe Antiche, Ischia Ponte), 1987, Ischia.
- Leonardo Cremonini, testi di / textes de W. Rubin, M. Valsecchi, L. Althusser, G. Briganti, F. Solmi, E. Siciliano, A. Moravia, L. Carluccio, A. Del Guercio, U. Eco, M. De Micheli, I. Calvino, A. Jouffroy, M. Le Bot, E. Crispolti, J. Brosse, Grafis, Bologna, 1988
- BUTOR M., Les parenthèses de l'été, catalogo della mostra (Galerie Le Point, Monaco), 1989 Monaco
- JOUFFROY M., La Maison de Cremonini, in Leonardo Cremonini. Les parenthèses de l'été, catalogo della mostra (Musée d'Orange, Orange), 1991
- HADDAD H., Leonardo Cremonini ou la nostalgie du Minotaure, in Cremonini. Peintures 1987-1991, catalogo della mostra (Galerie Claude Bernard, Paris), Claude Bernard, 1991 Paris.
- LE BOT M., Cremonini. Peintures 1987-1991, catalogo della mostra (Mission départementale d'Action Culturelle, Aix-en-Provence), Grafis, 1992, Bologna
- DEBRAY R., Les divertissements passent, les avertissements restent, catalogo della mostra (Musée Bertrand, Châteauroux), 1993, Châteauroux
- LAMBRAKI PLAKA M., Les fantômes de plein midi et les vertiges du visible, catalogo della mostra (Istitut Culturel Français, Thessaloniki), 1994
- DEBRAY R., CREMONINI L., Leonardo Cremonini. Peintures-aquarelles, catalogo della mostra (Galerie Le Point, Monaco), Galerie Le Point, 1994, Monaco.
- DEBRAY R., Cremonini. Aquarelles et petits formats 1951-1993, catalogo della mostra (Musée-Galerie de la Seita, Paris), Skira, 1995, Genève
- LASCAULT G., SERPIERI C, CREMONINI L., Cremonini, catalogo della mostra (Maison de la Culture e des Loisirs, Metz), 1994
- DEBRAY R., CREMONINI L., Leonardo Cremonini, éléments. Dialogue entre Régis Debray et Leonardo Cremonini, Skira, 1994, Genève
- DEBRAY R., KUNZI F., Cremonini. Peintures 1965-1995, catalogo della mostra (Château de Biron, Biron), Conseil général de la Dordogne, 1996, Dordogne

'*'Cremonini. Dessins et gravures, catalogo della mostra (Collégiale Notre-Dame de Ribérac, Ribérac), Conseil général de la Dordogne, 1996, Dordogne
- BUTOR M., EMMANUEL P., Cremonini 1958-1961. Minerale, vegetale, animale, catalogo della mostra (Galerie Dionne, Paris), Edizioni della Bezuga, 1996, Firenze
- BUTOR M., EMMANUEL P., Cremonini 1958-1961. Minéral, végétal, animal, catalogo della mostra (Galerie Dionne, Paris), Seuil, 1996, Paris
- BONAFOUX P., Monologue intérieur à propos de Leonardo Cremonini, in L. BOITEL, R. *DEMORIS, La mer et ses parenthèses, Claude Bernard, 1998, Paris
- LASCAULT G., SOAVI G., Leonardo Cremonini. Parenthèses d'été, catalogo della mostra (Museo Archeologico Regionale, Aosta), Musumeci, 1999, Aosta
- URBANITI G., BALANDIER G., BUTOR M.,DEBRAY R., Cremonini. Une rétrospective 1950-2000, catalogo della mostra (Salle du Quai Antoine Ier, Monaco), Electa, 2000, Milano
- ECO U., DEBRAY R., Cremonini. Une rétrospective 1953-2000, catalogo della mostra (Villa Tamaris, La Seyne-sur-Mer), Toulon, 2002
- GUALDONI F., MONTRASIO A., Cremonini. Antologica 1953-2001, catalogo della mostra (Museo della Permanente, Milano), De Agostini, 2002, Milano
- Cremonini 1953-2003, a cura di / édité par A. Baccilieri, V. Mascalchi, testi di / textes d'U. Eco, I. Calvino, R. Debray, A. Baccilieri, P. Weiermair, E. Frattolo, catalogo della mostra (Pinacoteca Nazionale, Bologna), l'Artiere edizionitalia, 2003, Bologna
- NATALI A., Cremonini. Gli animali dell'uomo, dipinti e disegni 1951-1999, catalogo della mostra (Gruppo Gualdo, Sesto Fiorentino), Gruppo Gualdo, 2005, Firenze
- DEBRAY R.,  DOMECQ J.P., Cremonini. Peintures 1999-2005, catalogo della mostra (Arte Fiera, Bologna; Galerie Claude Bernard, Paris), Claude Bernard, 2006, Paris
- UHROVÁ O., KUNZI F., Cremonini weekend, catalogo della mostra (Národní Galerie - Veletržní Palác, Praha), Národní Galerie - Veletržní Palác, 2007, Praha
- ARENSI F., KUNZI F., Cremonini. 1945-1950. Gli anni di brera, catalogo della mostra (Palazzo Leone da Perego, Legnano), Allemandi – Buffetti Arte, 2008, Torino
- ARENSI F., Cremonini. Disegni e acquerelli 1946-1996, Allemandi - Associazione *Alberto Buffetti, 2009, Torino.